# Massimo Castellani
Massimo Castellani (Verona, 16 ottobre 1961) è un ex tuffatore italiano.

## Biografia
Nato a Verona nel 1961, inizia la sua carriera di tuffatore nei primi anni '70 nella "Istituzione comunale Marcantonio Bentegodi" di Verona. Allenato dal maestro Sergio Sevalié, vince nel 1977 il primo campionato italiano Juniores dal trampolino, titolo che confermerà anche l'anno successivo. 
Nel 1980, reclutato dal Gruppo sportivo Fiamme Oro, entra a far parte del "Corpo delle Guardie di Pubblica Sicurezza" che diverrà, a seguito della riforma, l'attuale "Polizia di Stato". Il 1980 è anche l'anno del primo titolo italiano assoluto dal trampolino 3 metri conseguito alla piscina "Costoli" di Firenze. Rimarrà campione in carica fino al 1991 anno nel quale si aggiudicherà anche il titolo dal trampolino 1 metro. 
Nel 1983 vince due medaglie ai Giochi del Mediterraneo di Casablanca: un argento nella piattaforma 10 metri, dove ha chiuso con 545.55 punti dietro al connazionale Domenico Rinaldi e l'oro nel trampolino 3 metri con 616.95 p. davanti allo spagnolo Ricardo Camacho.
4 anni dopo, ai Giochi del Mediterraneo di Latakia 1987 è argento nel trampolino 3 metri, con 563.90 punti, dietro all'altro italiano Piero Italiani.
Nel marzo 1988, al Grand Prix di Mosca, stabilisce il proprio record con 650.52 punti che sarà anche primato italiano.
A 26 anni ha preso parte ai Giochi olimpici di Seul 1988, nel trampolino 3 metri, terminando 13º con 553.74 punti, non riuscendo ad accedere alla finale a 12.
Nel giugno 1990 consegue la laurea in Giurisprudenza presso l'Università degli Studi di Roma "La Sapienza" con una tesi di Diritto Penale sul vincolo di giustizia per i tesserati nelle Federazioni sportive dal titolo: "I reati contro la persona nell'esercizio dello sport".
Terminata la carriera sportiva nel 1991, continua il percorso intrapreso nella Polizia di Stato. Tra i vari incarichi è stato comandante delle sezioni operative e vicedirettore del N.O.C.S., dirigente UPGSP e dirigente divisione anticrimine Questure di Verona e Mantova. È promosso alla qualifica di Primo Dirigente.
Nel 2019 pubblica il suo primo libro "In Polizia per Sport" (Il Rio edizioni) seguito, nel 2021, da "Nel nume del padre" (Edizioni 03).

## Palmarès
Campionati italiani assoluti
25 medaglie:
- 23 ori
- 2 argenti

### Giochi del Mediterraneo
3 medaglie:
- 1 oro (Trampolino 3 metri a Casablanca 1983)
- 2 argenti (Piattaforma 10 metri a Casablanca 1983; trampolino 3 metri a Latakia 1987)

Coppa Europa
2 medaglie:
- 1 argento (Trampolino 1 metro a Wishaw 1980)
- 1 bronzo (Trampolino 3 metri a Brno 1983)